# Pink Martini
Pink Martini — музыкальная группа, сформированная в 1994 году пианистом Томом М. Лодердейлом в Портленде, штат Орегон. Вокалистка и автор песен — Чайна Форбс. Участники группы называют себя «маленьким оркестром». В своём творчестве они сочетают различные жанры: элементы джаза, классики, латино и поп-музыки, создают оригинальный и аутентичный стиль исполнения.
Дебют группы состоялся в 1997 году на Каннском кинофестивале, после чего Pink Martini много ездили с гастролями по всему миру, выступая даже с Лос-Анджелесским филармоническим оркестром. Первая студийная работа Pink Martini вышла в 1997 году и получила название Sympathique. Пластинка привлекла внимание многочисленных меломанов к творчеству оркестра: смесь жанров и аранжировки не остались незамеченными. Следующий альбом Hang On Little Tomato вышел в 2004 году. Музыканты приложили немало усилий при записи и Hang On Little Tomato полностью оправдал ожидания поклонников коллектива.
Группа сотрудничала с большим количеством известных исполнителей: Кэрол Чэннинг, Руфусом Уэйнрайтом, Джейн Пауэлл, с актёрским составом «Улицы Сезам», Жоржем Мустаки и другими.

## Дискография
- Sympathique (1997)
- Hang On Little Tomato (2004)
- Hey Eugene! (2007)
- Splendor in the Grass (2009)
- Joy to the World (2010)
- A Retrospective (2010)
- 1969 (2011)
- Get Happy (2013)
- Dream a Little Dream (2014)
- Je dis oui! (2016)